# Référendum constitutionnel grec de 1935
Le référendum grec de 1935 est une consultation populaire organisée par le gouvernement du régent Geórgios Kondýlis le 3 novembre 1935 afin de restaurer la monarchie et d'inciter le roi Georges II à rentrer en Grèce.

## Contexte politique
Ancien vénizéliste déçu de la République, qu'il juge responsable d'avoir amené l'anarchie en Grèce, Geórgios Kondýlis renverse le Premier ministre Panagís Tsaldáris et le président de la République Aléxandros Zaïmis, le 10 octobre 1935. Kondýlis s'auto-proclame alors régent et convoque la tenue d'un référendum visant à restaurer la monarchie.

## Résultats
Le référendum se déroule le 3 novembre et aboutit à une victoire éclatante des monarchistes puisque 97,87 % des électeurs votent en faveur de la restauration de Georges II. Cependant, les conditions dans lesquelles le référendum est organisé soulèvent les critiques. Les vénizélistes n'obtiennent ainsi qu'un très petit nombre de suffrages (32 454 voix, soit seulement 2,13 % de l'électorat). Surtout, le nombre des participants au référendum est bizarrement supérieur à celui des votants aux autres consultations électorales de 1935 et 1936.
À la suite du référendum, Georges II est officiellement appelé à rentrer en Grèce. Le souverain accepte le résultat du référendum le 5 novembre et rentre dans son pays le 25. Peu de temps après, Georges II démet Kondýlis de ses fonctions et proclame une amnistie politique.